# Aenasomyiella cervicincta
Aenasomyiella cervicincta är en stekelart som beskrevs av Girault 1922. Aenasomyiella cervicincta ingår i släktet Aenasomyiella och familjen sköldlussteklar. Inga underarter finns listade i Catalogue of Life.